# Srednja Trnova
Srednja Trnova (en serbe cyrillique : Средња Трнова) est un village de Bosnie-Herzégovine. Il est situé dans la municipalité d'Ugljevik et dans la république serbe de Bosnie. Selon les premiers résultats du recensement bosnien de 2013, il compte 664 habitants.
Srednja Trnova constitue une communauté locale avec Donja Trnova et Gornja Trnova.

## Démographie

### Répartition de la population par nationalités (1991)
En 1991, le village comptait 721 habitants, répartis de la manière suivante :